# ناتالیا میلز
ناتالیا میلز (انگلیسی: Natalia Mills؛ زادهٔ ۲۲ مارس ۱۹۹۳) بازیکن فوتبال اهل پاناما است.
وی همچنین در تیم‌های ملی فوتبال Panama women's national under-17 football team, Panama women's national under-20 football team، و Panama women's national football team بازی کرده‌است.